# 巴奇卡 (烏克蘭)
50°4′24″N 24°48′3″E / 50.07333°N 24.80083°E
巴奇卡（羅馬化：Bachka）是烏克蘭西部的村莊，隸屬利維夫州的佐洛奇夫區。該村始建於1400年，面積0.45平方公里，海拔高度214米，2001年人口34，人口密度每平方公里76.06人。